# Nicolae Marcali
Nicolae Marcali (în maghiară Marcali Miklós) a fost voievod al Transilvaniei între anii 1401-1403.